# Franz Anton Ries
Franz Anton Xaverius Ries (Bonn, 10 novembre 1755 – Bad Godesberg, 1º novembre 1846) è stato un violinista tedesco.
Figlio di Johann Ries, trombettiere di corte a Bonn del principe elettore dell'elettorato di Colonia, è stato un talento prodigioso fin dall'infanzia. Ha studiato con Johann Peter Salomon, divenendo primo violino della Kurfürstlichen Hoforchester a Vienna. Nonostante il notevole successo giovanile ottenuto a Vienna, sia in quartetto che come solista, è tornato a Bonn, dove ha trascorso buona parte della sua vita. È stato insegnante di musica del giovane Beethoven, del quale è stato anche amico di famiglia soprattutto nel difficile periodo seguente alla morte del padre di quest'ultimo. Ha lavorato presso la corte dell'elettore Massimiliano d'Asburgo-Lorena, nella quale è stato assunto il 2 maggio 1779, posto che ha ricoperto fino all'occupazione francese nel 1794, che portò alla fuga dell'arciduca e alla dissoluzione della sua corte. Nonostante le turbolenze politiche, rimase in città ad insegnare, ricevendo l'Ordine dell'Aquila rossa e il dottorato onorario dell'università di Bonn.
Dei suoi figli il maggiore, Ferdinand è divenuto pianista, compositore e copista, il secondo, Joseph, violinista dilettante, e il minore, Hubert, violinista e compositore. Ebbe anche altri due figli non musicisti, Jean Batist e Franz Joseph, quest'ultimo in attività nel mondo della musica come fabbricante di pianoforti a Vienna a partire dal 1820 circa.